# Сања Илић & Балканика
Сања Илић & Балканика била је музичка група састављена од младих, познатих, талентованих музичара који свирају старе инструменте Балкана у комбинацији са поставком рок бенда. Балканика је почела са појављивањем 2000-те године и има континуирани развој у звуку који се не може поредити ни са једним у свету. Музички стил је веома тешко описати. То је пре свега оригинални звук са комбинацијом елемената светске музике базиране на снажним ритмовима Балкана, а у модерном филингу и сензибилитету.

## Историја
Идеја за стварање групе Сања Илић & БАЛКАНИКА потекла је свакако од композитора и инструменталисте Александра Сање Илића али је интересантно да је име групи дао Сањин рођени брат Драган Илић Илке, вођа Генерације 5.
Сања није имао намеру да прави групу и да концертира већ је желео да у време, када је сматрао да му музички миље са краја деведесетих више не одговара, крене да размишља о некој потпуно новој музици. О музици која би имала инспирацију мелос Србије и Балкана али музици која би третирала музичко извођење и световно и духовно на потпуно нов начин. Тражио је и распитивао се о младим и талентованим музичарима који свирају чудне и већ заборављене инструменте и нашао их је. У музици Балканике појављују се кавал, џумбуш, тапан, дарбуке, саз, ут, гадулка... Први албум је већином рађен код Сање у кућном студију уз фијуке бомби 1999. године. На албуму су сарађивали гудачи Светога Ђорђа и чланови хора РТС-а и снимања су се дешавала на Коларчевом Универзитету. Пошто је то и време НАТО бомбардовања Србије, када би се огласиле сирене за узбуну и опасност, снимање би се прекидало да се не би кварио снимак и настављало по истеку опасности.
Завршен је албум и Сања га је назвао Балкан 2000 и поклонио га ПГП-у као знак захвалности на многе успешне минуле године сарадње са том великом српском издавачком кућом.
Албум убрзо постаје најпродаванији албум и Сања добија многа признања. Пред крај 1999. године на РТС-у је донета одлука да се уради прва велика телевизијска емисија после бомбардовања, са комплетним материјалом са албума Балкан 2000. У емисији су учествовали сви извођачи са албума. Та емисија, цела или у сегментима, дуго и веома често је пуштана на свим програмима РТС-а јер је била интересантна и квалитетна. Тај ТВ шоу који је назван Острво Балкан, изгледао је спектакуларно са прелепим костимима (наравно из фундуса РТС-а) а урађен је са минималним средствима. Острво је било израђено од гомиле изгужваних фолија у облику острва по којем су били музичари Балканике, гудачи и хор. Укупно око стотинак.
Званично први концерт Балкнике, одржан је 26. јуна 2000. године на Лент фестивалу у Марибору, Словенија. Тај концерт је вероватно био прекретница у Сањиној одлуци да група крене путем концертне каријере.
Долазе први позиви за гостовања у иностранству а на српској националној телевизији се упоредо емитује програм Острво Балкан веома често јер је у то време то било нешто ново, модерно, а опет је имало дубоке везе са српском традицијом. Сању  су веома брзо прозвали једним од чувара српске баштине. Ређају се концерти по Србији и околним земљама, а један од првих и најемотивнијих концерата десио се у лето 2000. године у Бања Луци када је после 90 минута програма БАЛКАНИКА одсвирали и 9 бисева за памћење. После много година патњи и бомбардовања, ова музика је дошла као мелем на рану свима, а нарочито људима у Републици Српској. Од тада БАЛКАНИКА је гост на Каштелу у Бања Луци следећих 5 година, сваког лета на Бањалучким љетним свечаностима.
Долази позив за Кину и БАЛКАНИКА 2001. године путује у Шангај на Интернационални Шангај Арт Фестивал и у дупке пуној сали, која прима 8000 посетилаца прави концерт за памћење. Концерти су претходиле промоције на главној шангајској телевизији и на промотивним наступима на главној улици уз присуство високих државних службеника.
Године 2002. поред низа концерата на Балкану дешава се једна од најуспешнијих и најинтересантнијих турнеја Балканике. Велика турнеја по Мексику. Ређају се градови Гуанахуато, Мексико Сити, Атизапан, Леон, Пачука, Пуебла, Керетаро, Хидалго.... На турнеји је био и Сањин син Андреј, будући студент режије, који је оком камере забележио све интересантне моменте са ове али и свих осталих гостовања Балканике. По повратку у Србију сви материјали су били сређивани и монтиране су чувене емисије под називом "Балканика у... " где су приказани не само концерти Балканике већ и архитектура, култура и обичаји земље у којој су одржани концерти.
Веома интересантни су били концерти 2008. године у Каиру у Каирској опери и у Александрији у александријској опери где су на концерту учествовали и симфоничари  и мешовити хор каирске опере. Веома узбудљиво било је чути како арапски хор са свим својим обележјима на српском језику пева Сањине композиције " Хиландар", "Анатема" и " Плава птица".
Наступ Балканике у граду Лахоре у Пакистану 2005. године је посебна прича. После првог од три планирана концерта којег је преносила и главна пакистанска телевизија, јавио се велики број врсних пакистанских музичара и изразио жељу да следећи концерт свира са Балкаником. То је било невероватно искуство и невероватан спој традиције и звукова. Балканика је свирала 60 минута свог репертоара а онда су се на бини појавили пакистански музичари са својим инструментима и почео је спектакуларан етно џез сешн. Један од музичара на концерту је био и Саин Захур који је баш те године добио светску награду Греми у Лондону као најбољи суфи музичар Света.
Балканика је од свог настанка одржала више од 500 концерата на свим континентима. Спектакуларни концерти као Русија - Москва (Кремљ) и Новосибирск, Велика Британија, Америка, Канада, Јужна Кореја, Индија, Пакистан, Египат ( Каирска и Александријска опера), Мексико, Кина, Белгија, Холандија, Пољска, Аустрија, Тунис, Алжир, Луксембург, Италија, Хрватска, Македонија, Словачка, Словенија, Црна Гора, Босна и Херцеговина, Турска, Румунија.
Стил Балканике се од 2000. године није мењао. Увек је инспирација био Балкан али се приступ свакој новој песми обогаћивао новим, савременим звуцима које су нове технологије нудиле.
Први састав Балканике бројао је у оригиналној постави 16 музичара. У једном тренутку је било 6 женских вокала на сцени и тројица перкусиониста, двојица музичара са етно дувачким   инструментима и двојица музичара са етно жичаним инструментима. Сањина жеља је била, још од формирања групе, да на концерту звук буде исти као на ЦД-у "Балкан 2000" . Дуго је овај број музичара био исти и после ЦД-а " Балкан Концепт" који је изашао 2006. године. Тек изласком ЦД-а "Цееепај", групи се придружио дувачки оркестар и тада је било 24 музичара на сцени.
Доласком чувеног музичара Бориса Крстајића 2014. године на чело продуцентског тима БАЛКАНИКА прави нагли заокрет. Урађен је комплетан албум на енглеском језику под називом "Stand Up" . У оркестар долази млада али чврста и јако талентована ритам секција и изврсни певач Младен Лукић који је своје квалитете доказао још у Икс Фактору. То је први мушки вокал од настанка Балканике. У групи остају три изврсна женска вокала, Невена Париповић, Даница Крстић, Марија Париповић екс Бјелановић које својим снажном и чврстим етно гласовима дају нову димензију у поп рок концепцији "нове" Балканике. Први наступ у тој поставци је био на Бир Фесту у Београду 2014. године пред 100.000 посетилаца. Многе је зачудила нова концепција Балканике али су овације на крају показале да храбар потез није био без смисла и кренуло се даље у том смеру. Следе многи концерти, а 2016. године је Балканика својим наступом на Фјужн стејџу Егзит фестивала, "најежила" публику.
Након што су песме за албум "Stand Up" завршене, кренуло се са препевима на српски језик. То је можда и јединствен случај у историји српске музике да се ураде композиције прво на енглеском па се препевају на српски. Једна од првих препева је урађен за песму " Don't cry" која се у српском препеву зове "За крај" и за коју је IDJ продукција урадила спот у режији Сањиног сина Андреја Илића.
Године 2018, Балканика тријумфује на Беовизији и одлази у Лисабон на Песми Евровизије као представник Србије. Такође 2018. група добија прву награду публике и прву награду стручног жирија на интернационалном музичком фестивалу Охридски трубадури 2018.
На првом интернационалном фестивалу MAC Music Awards Ceremony одржаном у јануару 2019 године у београдској Арени, група добија, вероватно најпрестижнију музичку награду у региону као најбоља етно група и то поново са песмом Нова деца.
На Беовизији 2019, Балканика је учествовала у ревијалном делу као прошлогодишњи победник и том приликом је извела у посебном аранжману композицију Нова деца и Сањин стари хит Хало, хало, који је представљао Југославију 1982 на песми Евровизије у Херогејту- Енглеска.
Група је престала да постоји када њен оснивач Александар Сања Илић преминуо 2021. године.

## Дискографија
- Балкан 2000 (1999)
- Балкан Концепт (2006)
- Цееепај (2009)